# Goetz Otto Stoffregen
Goetz Otto Karl August Stoffregen (né le 11 février 1896 à Wunstorf, mort le 11 novembre 1953 à Gronau) est un écrivain et journaliste allemand. Il écrit sous les noms de Friedrich Felgen, Orpheus der Zwote et Peter Silje.

## Biographie
Stoffregen va au Humanistische Gymnasium de Hildesheim puis étudie la philosophie, l'histoire et l'histoire de l'art dans les universités de Berlin et de Königsberg. En août 1914, il se porte volontaire pour la Première Guerre mondiale et devient plus tard officier. Il sert plusieurs fois sur les fronts est et ouest.
Après la fin de la guerre, Stoffregen est membre du Freikorps Lüttwitz en 1918-1919. Il participe à la Garde-frontière Est lors des insurrections de Silésie. En 1923, il est membre de la Reichswehr noire et devient plus tard le secrétaire particulier de Reinhold Wulle, député du Reichstag du Parti national-socialiste de la liberté.
En 1924, Stoffregen commence sa carrière de journaliste. Il devient rédacteur en chef du d’Ostpreußischen Zeitung et, en 1929, attaché de presse de Nationalen Nothilfe. Le 12 août 1930, Stoffregen, avec d'autres journalistes du Hugenberg-Konzern, fonde le Reichsverband Deutscher Rundfunkteilnehmer et est élu vice-président. En octobre 1930, il est le rédacteur en chef de l'organe Der Deutsche Sender. En décembre 1931, les nazis de l'association suppriment le conseil d'administration précédent et prennent eux-mêmes la direction. En janvier 1932, Stoffregen rejoint le NSDAP. Fin 1932, il devient chef de la rubrique culturel pour l'édition berlinoise et nord-allemande du Völkischer Beobachter[réf. souhaitée]. Il collabore également à Der Angriff et Die Brennessel.
Le 1er avril 1933, Stoffregen est directeur de Deutschlandsender. Le 1er juillet 1933, il est membre de la SA et plus tard également membre du Kulturkreises der SA. Dans le cadre de la Gleichschaltung dans la Schutzverband deutscher Schriftsteller, il en prend la présidence le 4 mai 1933, qu'il fait fusionner au sein de l'Association des écrivains allemands du Reich le 9 juin 1933 et est élu Reichsführer[réf. souhaitée]. De plus, Stoffregen devient secrétaire de Berlin de la Chambre de la littérature du Reich en 1933, jusqu'à ce qu'il soit remplacé par Martin Wülfing (de) en 1937. Lorsque l'Association des écrivains allemands du Reich est incorporée dans la Chambre de la littérature du Reich, Stoffregen est membre du Conseil présidentiel de la Chambre[réf. souhaitée].
De 1935 jusqu'à sa dissolution en 1939, Stoffregen est membre du Conseil présidentiel de la Chambre de la télédiffusion du Reich. En 1937, Stoffregen reprend la direction du Reichssender Berlin. Il est responsable du Wunschkonzert für die Wehrmacht.